# Pseudonaclia puella
Pseudonaclia puella là một loài bướm đêm thuộc phân họ Arctiinae, họ Erebidae.